# Stephanie Gil
Stephanie Gil (* 7. November 2005 in Madrid) ist eine spanische Schauspielerin.

## Leben und Karriere
Gil wurde am 7. November 2005 in Madrid geboren. Ihr Debüt gab sie 2016 in der Serie Centro médico. 2019 spielte sie Carmen im Film Sordo. Anschließend spielte sie 2020 in Das Wunder von Fatima – Moment der Hoffnung die Hauptrolle. Außerdem wirkte sie 2023 in Journey to Bethlehem mit.  2025 trat sie in Física o química: La nueva generación auf.
Neben Spanisch und Englisch, 
spricht Gil noch fließend Französisch.

## Filmografie
Filme
- 2018: El mejor verano de mi vida
- 2019: Sordo
- 2020: Das Wunder von Fatima – Moment der Hoffnung (Fatima)
- 2021: Lamento
- 2023: Journey to Bethlehem

Serien
- 2016–2018: Centro médico
- 2017: El Ministerio del Tiempo
- 2017: Still Star-Crossed
- 2025: Física o química: La nueva generación